# Sören Wunderlich
Sören Wunderlich (* 1979 in Radebeul) ist ein deutscher Schauspieler.

## Leben
Seine Ausbildung zum Schauspieler erhielt Sören Wunderlich von 1998 bis 2002 an der Hochschule für Musik und Theater „Felix Mendelssohn Bartholdy“ Leipzig. 2003 trat er sein erstes Engagement am Landestheater Tübingen an, wo er u. a. in den Schiller-Stücken Die Räuber und Kabale und Liebe zu sehen war sowie als Rio Reiser in der von Heiner Kondschak inszenierten Revue König von Deutschland, der Biographie des 1996 verstorbenen Sängers. Mit Beginn der Spielzeit 2005/06 wechselte Wunderlich an das Deutsche Schauspielhaus in Hamburg, dessen Ensemble er bis 2012 angehörte. Hier spielte er eine Vielzahl von Rollen, so in Tschechows Kirschgarten, in der Kameliendame von Alexandre Dumas, in Ibsens Volksfeind, in Glaube Liebe Hoffnung von Ödön von Horváth oder Fleisch ist mein Gemüse nach dem gleichnamigen Roman von Heinz Strunk. Seit 2013 hat Wunderlich ein Festengagement am Theater Bonn. Dort war er bislang neben anderen Stücken in Ibsens Wildente und Leonce und Lena von Georg Büchner zu sehen.
2012 gastierte Sören Wunderlich bei den Bad Hersfelder Festspielen. Für seine Darstellung des Hans Castorp in der Bühnenadaption von Thomas Manns Roman Der Zauberberg wurde er mit dem Großen Hersfeld-Preis ausgezeichnet.
Sören Wunderlich, der überwiegend für das Theater arbeitet, hatte sein Kameradebüt 1997 in einem Werbespot für eine französische Kaffeemarke. Neben einigen Kurzfilmen konnte man ihn auf dem Bildschirm in je zwei Folgen der Serie Die Pfefferkörner und der Tatort-Reihe sehen.
In der vom Südwestrundfunk produzierten Hörspielreihe Der Schwarzwald-Ranger war Wunderlich 2003 in der Folge Nur keine Panik! zu hören. Er lebt in Köln.

## Filmografie (Auswahl)
- 2002: An alle Haushalte (Kurzfilm)
- 2002: Daydreaming (Kurzfilm)
- 2003: Ruf doch mal an (Kurzfilm)
- 2003: Yorick (Kurzfilm)
- 2003: Prometheus (Kurzfilm)
- 2007: Schön wär’s (Kurzfilm)
- 2010: Tatort: Borowski und der vierte Mann
- 2012: Tatort: Die Ballade von Cenk und Valerie
- 2013: Die Pfefferkörner
- 2019: Tatort: Die ewige Welle

## Theater (Auswahl)
Landestheater Tübingen
- 2003: Kabale und Liebe, Regie: Maya Fanke
- 2004: Die Räuber, Regie: Martin Nimz
- 2005: König von Deutschland, Regie: Heiner Kondschak

Deutsches Schauspielhaus Hamburg
- 2006: Der Kirschgarten, Regie: Roberto Ciulli
- 2007: Am Ende der Unendlichkeit, Regie: Martin Oelbermann
- 2008: Was ihr wollt, Regie: Klaus Schumacher
- 2009: Dantons Tod, Regie: Dusan David Parizek
- 2010: Romeo und Julia, Regie: Klaus Schumacher
- 2011: Die Möwe, Regie: Alice Buddeberg
- 2012: Fleisch ist mein Gemüse, Regie: Studio Braun

Theater Bonn
- 2013: Karl und Rosa, Regie: Alice Buddeberg
- 2014: Die Wildente, Regie: Martin Nimz
- 2015: Kabale und Liebe, Regie: Martin Nimz
- 2016: Das Schloss, Regie: Miria Biel
- 2017: Der Sturm, Regie: Gavin Quinn
- 2018: Der letzte Bürger, Regie: Alice Buddeberg
- 2018: Zur schönen Aussicht, Regie: Sebastian Kreyer
- 2019: Ein Sommernachtstraum, Regie: Corinna von Rad
- 2019:  Die Orestie, Regie: Marco Štorman
- 2019: Minna von Barnhelm, Regie: Charlotte Sprenger